# Heimat-Tierpark Olderdissen
Koordinaten: 52° 1′ 14″ N, 8° 30′ 4″ O
Der Heimat-Tierpark Olderdissen [ˈʔɔlɐˌdɪsn̩] ist ein städtischer Zoo in Bielefeld. Auf etwa 16 Hektar können etwa 80 verschiedene Arten mit über 450 Individuen beobachtet werden. Betrieben wird der Park vom Umweltbetrieb der Stadt Bielefeld, der als Besonderheit eine ganzjährige Öffnung bei kostenlosem Eintritt bereitstellt. Der Park hat seinen Schwerpunkt in der Darstellung, Pflege und Erhaltung heimischer Arten.

## Lage und Gestaltung

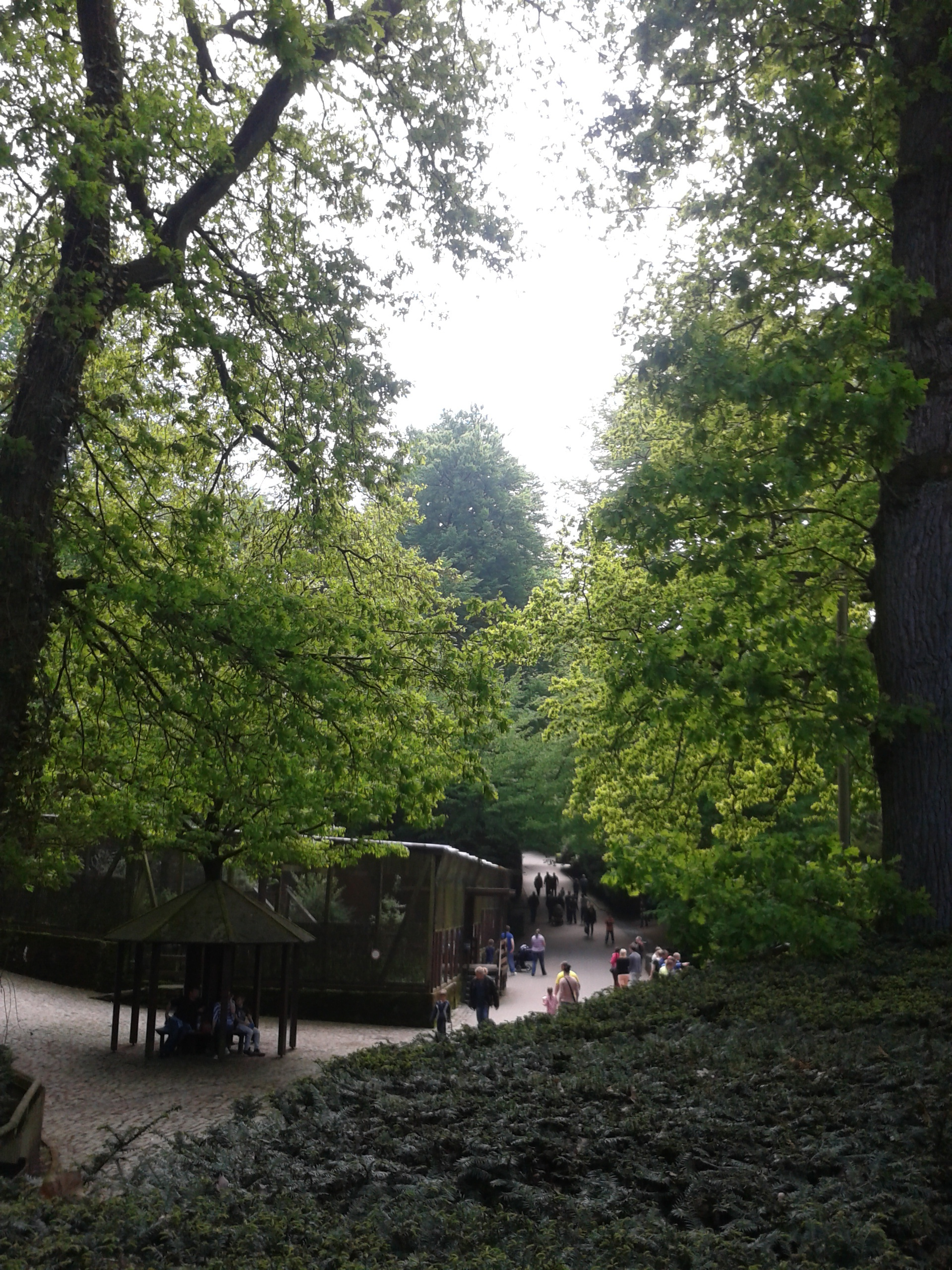
Der Tierpark im Mai 2013

Eingebettet in den Teutoburger Wald befindet sich die Anlage als Teil des Bielefelder Stadtwaldes im Natur- und Geopark TERRA.vita, einem von der UNESCO ausgezeichneten Geopark. Die Innenstadt Bielefelds ist circa 2,5 Kilometer entfernt. In unmittelbarer Nachbarschaft befinden sich weitere touristische Anziehungspunkte wie der Botanische Garten, das Bauernhausmuseum sowie der Johannisberg. Aufgrund seiner Lage und seiner ständigen Zugänglichkeit ist der Heimat-Tierpark in zahlreiche Wander- und Radwege, vor allem dem Hermannsweg, eingebunden und bietet eine wichtige innerstädtische Parkanlage. Er ist darüber hinaus Bestandteil der Bielefelder StadtParkLandschaft. Die offizielle Anschrift, an der sich der Hauptzugang befindet, lautet Dornberger Straße 149a.
Die gesamte Anlage hat waldähnlichen Charakter und schmiegt sich an den Hang des Teutoburger Waldes. Es gibt ebenso Wiesengehege und Teiche sowie begehbare Gehege. Neben dem Streichelzoo existiert ein Historischer Garten, der zum 800-jährigen Stadtjubiläum angelegt wurde.

## Geschichte
Die Ursprünge des Tierparks liegen beim Ehepaar Hornberg. Wilhelm Hornberg war Stadtförster und fand 1929 ein elternloses Rehkitz, das von seiner Ehefrau gepflegt wurde. Aus dieser Maßnahme erwuchs mit Unterstützung des damaligen Gartenamtsleiters Paul Meyerkamp die Idee, in Bielefeld einen Tierpark einzurichten, dessen Schwerpunkt die heimische Fauna sein sollte. Dieser Heimattiergarten wurde 1930 eröffnet und vergrößerte sich bis zum Zweiten Weltkrieg auf einen Bestand von etwa 500 Tieren. Darunter waren Wölfe, Fischotter und zahlreiche Vogelarten. Bis 1950 sollen etwa 250 den Krieg und die Nachkriegszeit überlebt haben. Der damals auch unter dem Namen Johannistal-Zoo bekannte Park entwickelte sich in den Folgejahren wieder zu einer beliebten Attraktion. Insbesondere die ruhige Lage und gleichzeitige Nähe waren für die Bielefelder Bevölkerung ansprechend. Stattdessen wurde der Park in den Folgejahren stetig ausgebaut, wobei die Gehege relativ klein blieben und viele Individuen auf wenig Raum leben mussten. Eine Besonderheit waren in den 1960er Jahren die Anschaffung zweier Alpensteinböcke, von denen das Weibchen aus dem Gehege entkam und nach mehreren Wochen und Suchaktionen des Militärs wiedergefunden wurde. Ebenso erregte 1960 der Streit zwischen dem damaligen Oberförster Frohne, der das Jagdrecht im Revier Olderdissen besaß, und dem Schauspieler Henry König Aufsehen. Frohne hatte den Hund Königs vor den Augen des damaligen Landeskirchenrats und dessen Familie erschossen.
In den 1970er Jahren wurde ein neuer Pavillon für die 1974 abgebrannte Präparatesammlung errichtet und 1980 das 50-jährige Jubiläum begangen. Vier Jahre später erfolgte die Einweihung der Greifvogelaufnahmestation, wo verletzte Tiere – etwa 40 pro Jahr – gepflegt werden. Über 60 % dieser Tiere können wieder ausgewildert werden. Nach 1987 wurden die Wildkatzenkäfige abgerissen und großzügige Gehege geschaffen. Insgesamt wandelte sich im Heimat-Tierpark Olderdissen der Blick auf das Tier. Es wurde nicht mehr nur als Schauobjekt betrachtet, sondern die Aspekte des artgerechten Haltens sowie des Tierschutzes rückten ins Interesse der Betreiber und der Öffentlichkeit. Bis ins 21. Jahrhundert hinein wurde der Park entsprechend erweitert. Gleichzeitig nahm die Professionalisierung des Betriebs ihren Fortgang. Seit 2003 gibt es im Gebäude der Präparatesammlung einen Tierpark-Shop sowie ein Corporate Design. Den Betreibern ist die pädagogische Arbeit der Zooschule Grünfuchs sowie die Öffentlichkeitsarbeit für die heimische Tierwelt besonders wichtig. So wurde zum 200. Geburtstag von Charles Darwin in Zusammenarbeit mit der Volkswagenstiftung eine Vortragsreihe zur Evolution und der lokalen Fauna durchgeführt.

## Tierarten

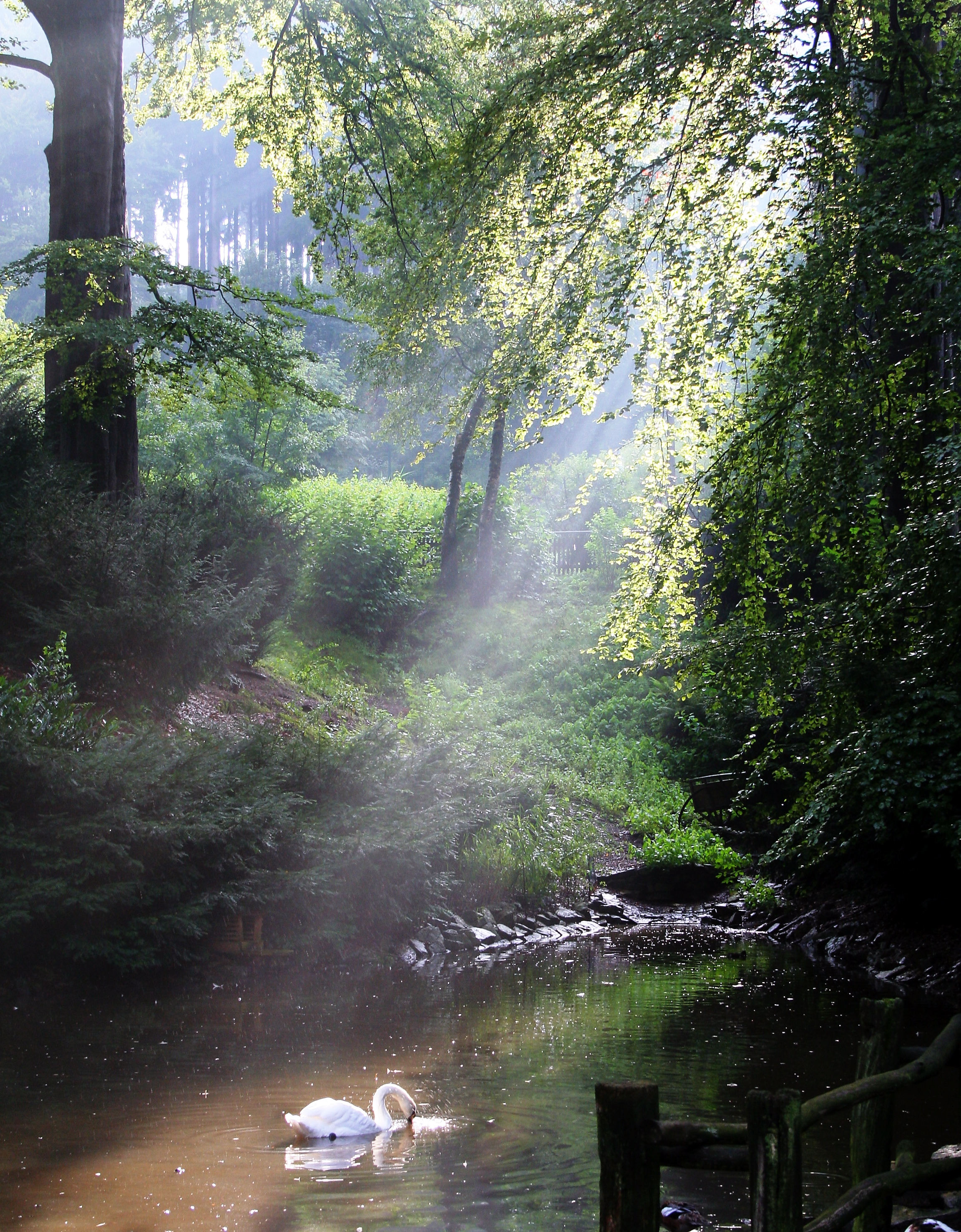
Schwan und Park im August 2006

Im Park finden sich Gehege der folgenden Tierarten:

### Vögel
Kolkraben, diverse Hühnerrassen, Pfauen, Fasanen, diverse Enten, Gänse und Schwäne, diverse Eulenarten, Weiß- und Schwarzstörche, diverse Regenpfeiferartige, Schwarzmilane, Turmfalken.
Durch seine geschützte Lage und die naturnahe Umgebung siedeln viele weitere Tierarten, insbesondere Vogelarten, wild im Areal und können dort beobachtet werden, zum Beispiel Spechte, Kormorane und Reiher.

### Säugetiere
Alpenmurmeltiere, Alpensteinböcke, Baummarder, Biber, Braunbären, Dachse, Damwild, Eichhörnchen, Esel, Fischotter, Gämsen, Hauskaninchen, Hausmäuse, Hausmeerschweinchen, Hausratten, mehrere Hausschafrassen, Haustarpane, Luchse, Marderhund, Meerschweinchen, Muffelwild, Nutrias, Rotwild, Schottische Hochlandrinder, Shetlandponys, Silberfüchse, Sikawild, Steinmarder, Vielfraße, Waschbären, Wildkatzen, Wildschweine, Wisente, Wölfe und Zwergziegen.

#### Braunbären

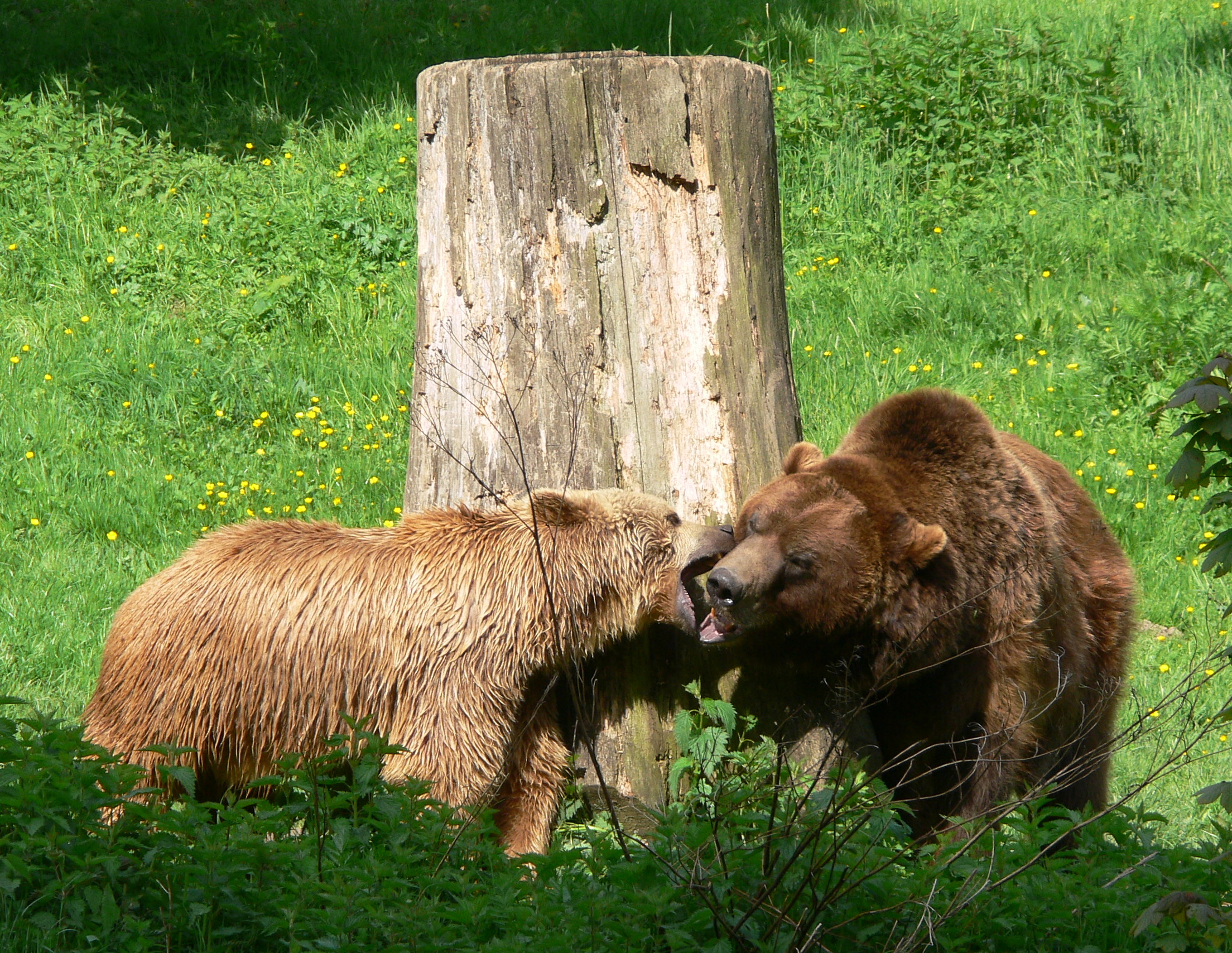
Die Braunbären Max (rechts) und Jule (links)

Braunbär Max (1993–2025) lebte über ein Vierteljahrhundert in Olderdissen. Gemeinsam mit seiner Mutter Alma  (1980–2007) wurde er durch die Aktion „Bärenhilfswerk e.V. Worbis“ aus dem Tiergarten Staßfurt an den Heimat-Tierpark vermittelt. Im August 2007 musste Alma wegen einer Krebserkrankung eingeschläfert werden. Drei Monate später kam Bärin Jule (1990–2022) aus dem Stralsunder Tierpark. Im August 2022 wurde Jule eingeschläfert. Max wurde Anfang 2025 wegen massiver altersbedingter Beschwerden eingeschläfert. Seit 2023 gehören die Braunbären Jojo (* 2018) und Flocon (* 2018) aus dem schweizerischen Juraparc zum Bestand.

## Infrastruktur

### Meierhof

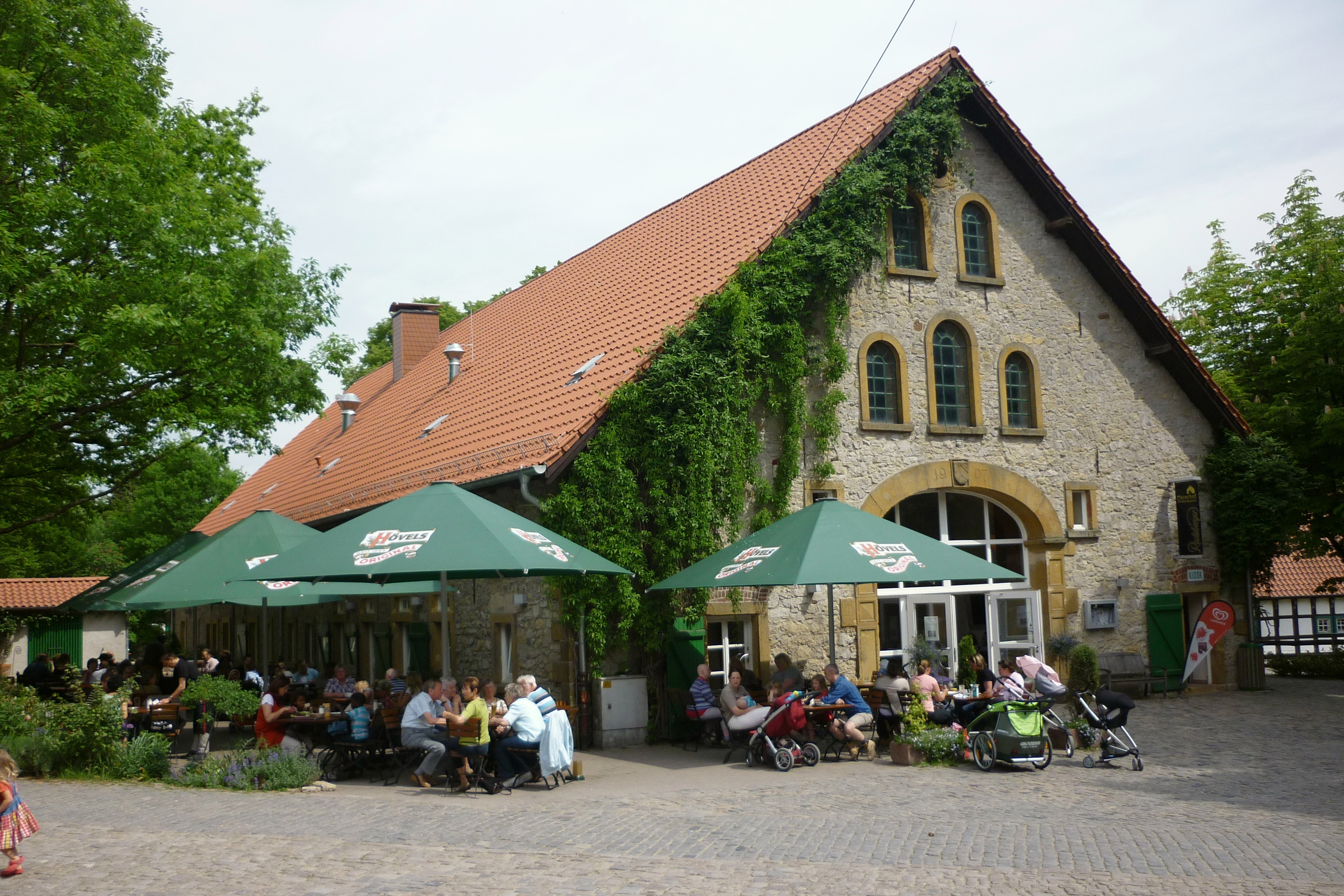
Treffpunkt im Park: Der Meierhof

Diese Hofstelle reicht bis vor die Gründung der Stadt Bielefeld zurück und war seitdem durchgängig besiedelt. Das heutige Gebäude wurde 1879 errichtet. Dazu gehören zwei weitere Wirtschaftsgebäude, die heute die technische Ausstattung und die Verwaltung des Parks beherbergen. Bemerkenswert ist der 2004 entdeckte und im Café ausgestellte Inschriftenstein von 1544, der in einem zum Zeitpunkt des Fundes abgerissenen Gebäudeteil verbaut war. Er trägt die Gravur MEGGER FRANS TO ALDERDISCE MVC XXXX IIII und als Sonderfall auch ein Wappen, was vermutlich ein Pflugeisen oder ein Tierhorn darstellt.
Da der Park keine Kassen besitzt, dient das Hofgebäude als Hauptanlaufstelle. Es beherbergt neben einem privat geführten gastronomischen Betrieb einen Kiosk und sanitäre Anlagen.

### Weitere Infrastruktur
In der Nähe des Meierhofs befinden sich auch Informationstafeln und Auslagen mit Parkplänen. Um dieses Gebäude befindet sich ein Spielplatz, ein Imbiss, der Streichelzoo und ein kleines Karussell. In unmittelbarer Nähe liegt die Präparatesammlung und der Shop. Am Südende des Parks befindet sich ein weiterer Spielplatz und eine zweite Verkaufsstelle. Futterautomaten sind über das Gelände verteilt zu finden. Im Park werden je nach Witterung Kutschfahrten angeboten. Ebenso sind generell Führungen buchbar.

### Anbindung

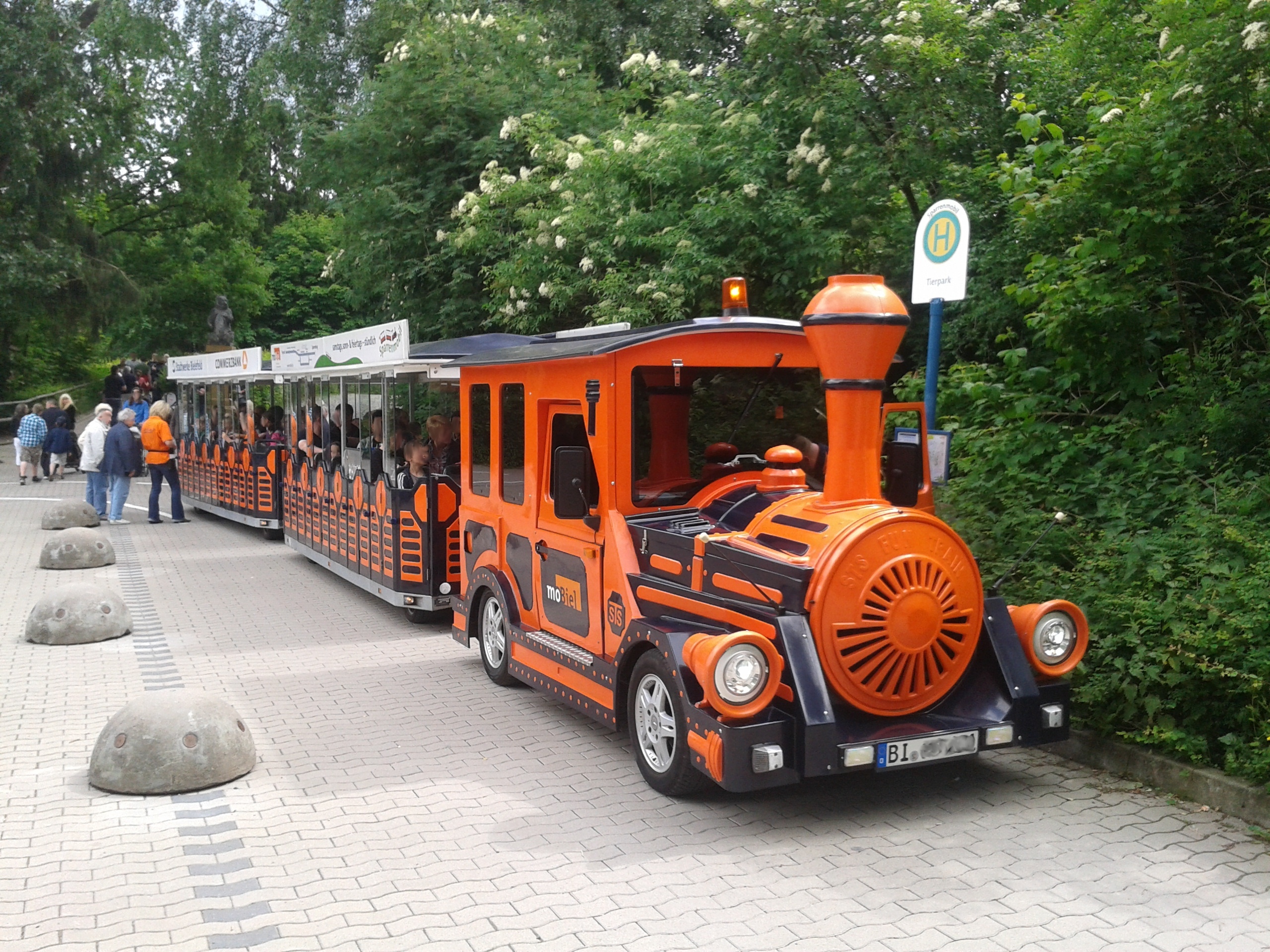
Die ehemalige Wegebahn Sparrenmobil an der Haltestelle Tierpark

Der Park ist über Wander- und Radwege erreichbar. An der Dornberger Straße befinden sich Parkplätze, die jedoch an Wochenenden und Feiertagen regelmäßig überfüllt sind. Entsprechend soll hier die Infrastruktur des Johannisbergs mitgenutzt werden. Das Verkehrsunternehmen moBiel betreibt die den Park anfahrende Stadtbuslinie 24.

## Finanzierung
Als Einrichtung der Umweltbetriebe der Stadt Bielefeld finanziert diese den Park aus dem kommunalen Haushalt. Darüber hinaus bilden die Spenden und Parkplatzgebühren ein wesentliches Standbein der Ausgabensicherung. Entsprechend sind über den Park verteilt Spendenboxen zu finden. Es existiert auch ein Spendenkonto. Ebenso können Patenschaften für Tiere übernommen werden und Sachspenden erfolgen. Durch Plaketten und den Aushang von Urkunden sind Sponsoren ersichtlich. Auch Unternehmen bzw. deren Stiftungen beteiligen sich daran. Als Beispiel ist der Bau des Bärengeheges zu nennen. Es werden auch durch den Verkauf von Merchandising-Artikeln Einnahmen erzielt. Der Tierpark macht keine Werbung, bietet aber eine App an und firmiert hier auch als Bielefeld Zoo.

## Kritik
Neben der allgemeinen Kritik an zoologischen Gärten wurde der Stadt Bielefeld seitens des Bundes der Steuerzahler die Verschwendung von Steuern vorgeworfen. Allerdings kann dem im entsprechenden Artikel geforderten unternehmerischen Gewinnstreben einer Kommune hier entgegengehalten werden, dass die Stadt den Unterhalt des Parks als soziale Aufgabe begreift und der Park auch kein Unternehmen ist.

## Sonstiges
- Der Tierpark, genauer der Umweltbetrieb der Stadt Bielefeld, ist Mitglied der Deutschen Tierparkgesellschaft.[16]
- Das Puppentheater Bielefeld veranstaltet jährlich etwa 10 Außenvorstellungen im Tierpark.[17]
- Die Bielefelder Rock-Band Randale hat ihr Debüt-Album nach dem Tierpark benannt.[18]